# Мусин, Багдат Батырбекович
Багдат Батырбекович Мусин (каз. Бағдат Батырбекұлы Мусин; род. 3 марта 1983, Экибастуз, Павлодарская область, Казахская ССР, СССР) — казахстанский государственный деятель. Министр цифрового развития, инноваций и аэрокосмической промышленности Республики Казахстан (2020—2024). Председатель правления АО «Қазақтелеком» с 10 июня 2024 года.

## Биография
Родился 3 марта 1983 года в городе Экибастуз. В 2004 году окончил университет имени Сулеймана Демиреля по специальности «Вычислительная техника и программное обеспечение». Затем поступил в Казахский институт правоведения и международных отношений, который окончил спустя два года по специальности «правовед». Награждён такими медалями, как «Ерен еңбегі үшін» и «20 лет независимости Республики Казахстан». Владеет казахским, русским, английским и турецким языками.

## Карьера
Государственная служба:
- 2004—2007 годы — главный инженер-программист, затем заместитель директора IT департамента в АО «Национальные информационные технологии»;
- 2007—2011 годы — различные должности в Министерстве юстиции, руководитель управления информационных технологий Министерства юстиции РК;
- 2011—2012 годы — заместитель председателя Комитета по автоматизации государственных услуг и координации деятельности ЦОН Министерства связи и информации РК;
- 2012—2014 годы — председатель Комитета по контролю автоматизации государственных услуг и координации деятельности ЦОН Министерства связи и информации;
- С апреля 2014 по август 2014 — председатель правления АО «Национальные информационные технологии»;
- 2014—2016 годы — председатель правления АО «Казпочта». В этот период, под руководством Багдата Мусина, был начат процесс модернизации предприятия. Одним из важнейших новшеств стало внедрение системной автоматизации процесса выдачи пенсий и пособий[3][4]. Также в этот период на предприятии была запущена система глобального отслеживания почтовых отправлений[5], открыта сеть почтоматов и первый в Казахстане супермаркет посылок[6].
- 2017—2018 годы — председатель Комитета по правовой статистике и специальным учётам Генеральной прокуратуры Республики Казахстан;
- С марта 2020 по июль 2020 года — Советник президента РК по цифровизации и инновационным технологиям;
- С 20 июля по 2 сентября 2020 года занимал должность первого вице-министра цифрового развития, инноваций и аэрокосмической промышленности Республики Казахстан.
- Со 2 сентября 2020 по 30 апреля 2024 года занимал должность министра цифрового развития, инноваций и аэрокосмической промышленности Республики Казахстан[7][8].
- 10 июня 2024 года назначен председателем правления АО «Казахтелеком»[9].

Прочие звания:
- с 17 июля 2019 года — член Национального совета общественного доверия при президенте Республики Казахстан[10].

- с 27 января 2021 года — председатель Межгосударственного совета по космосу, являющегося органом отраслевого сотрудничества государств — участников СНГ[11].